# Cabildo colonial

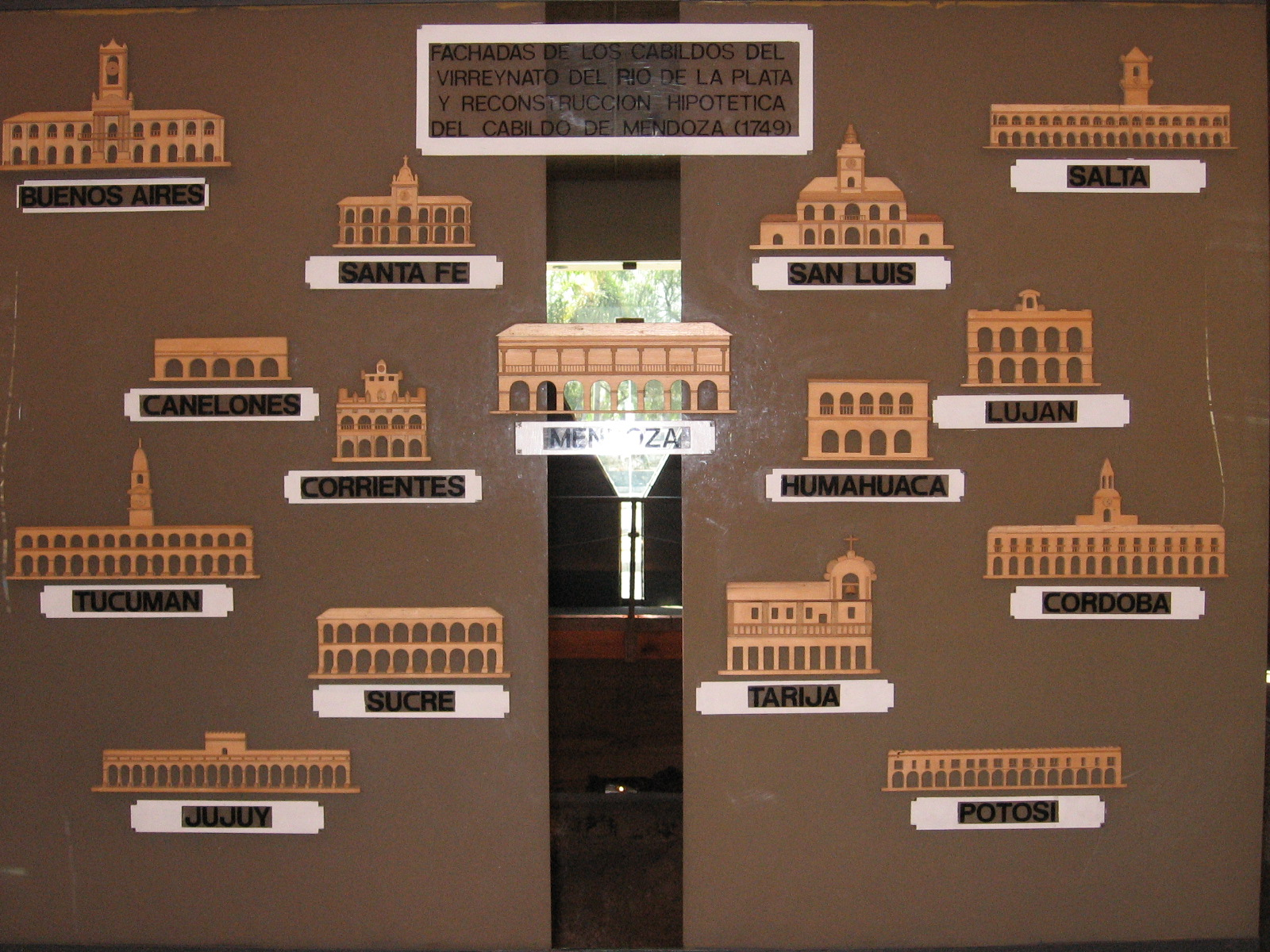
Edificis dels principals cabildos del Virregnat del Riu de la Plata

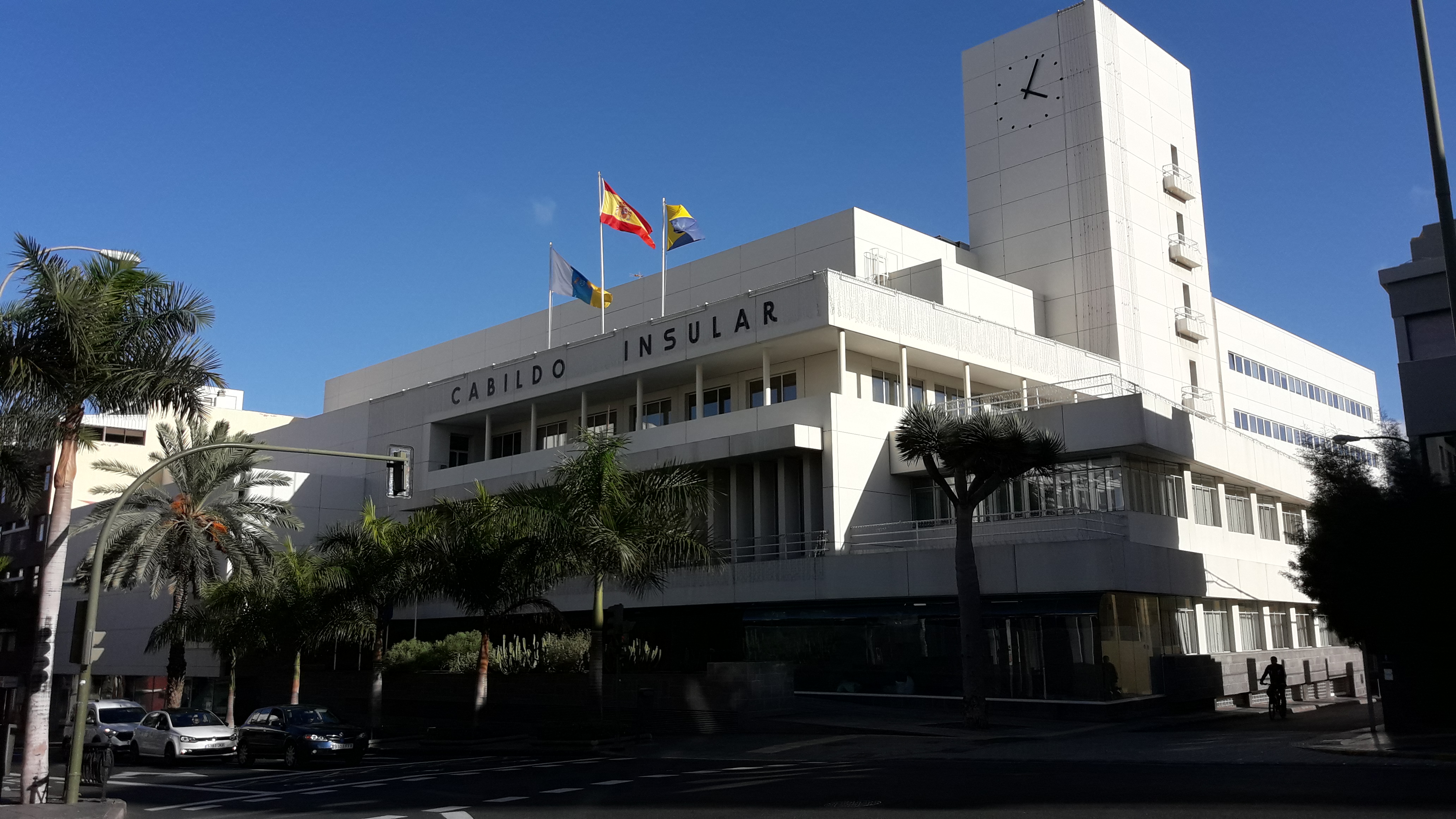
Seu actual del Cabildo de Gran Canària

El cabildo fou una mena de corporació municipal de l'administració colonial originat durant l'Imperi Espanyol a diferents colònies, especialment a Amèrica i Canàries, on avui dia romanen com a institucions d’autogovern insular i representació dels municipis de cadascuna de les illes —excepte La Graciosa, illa que no té capacitat d’autogovern reconegut a l’Estatut de Canàries i és part del municipi de Teguise (Lanzarote)-. Van ser una de les institucions més importants, a partir dels primers anys de la Conquesta d'Amèrica, que constituïren un eficaç mecanisme de representació de les elits locals davant la burocràcia reial. Van prendre el seu nom per la similitud amb els cabildos (capítols en català) eclesiàstics de les esglésies catedrals. El terme de cabildo prové del llatí capitulum "al cap".

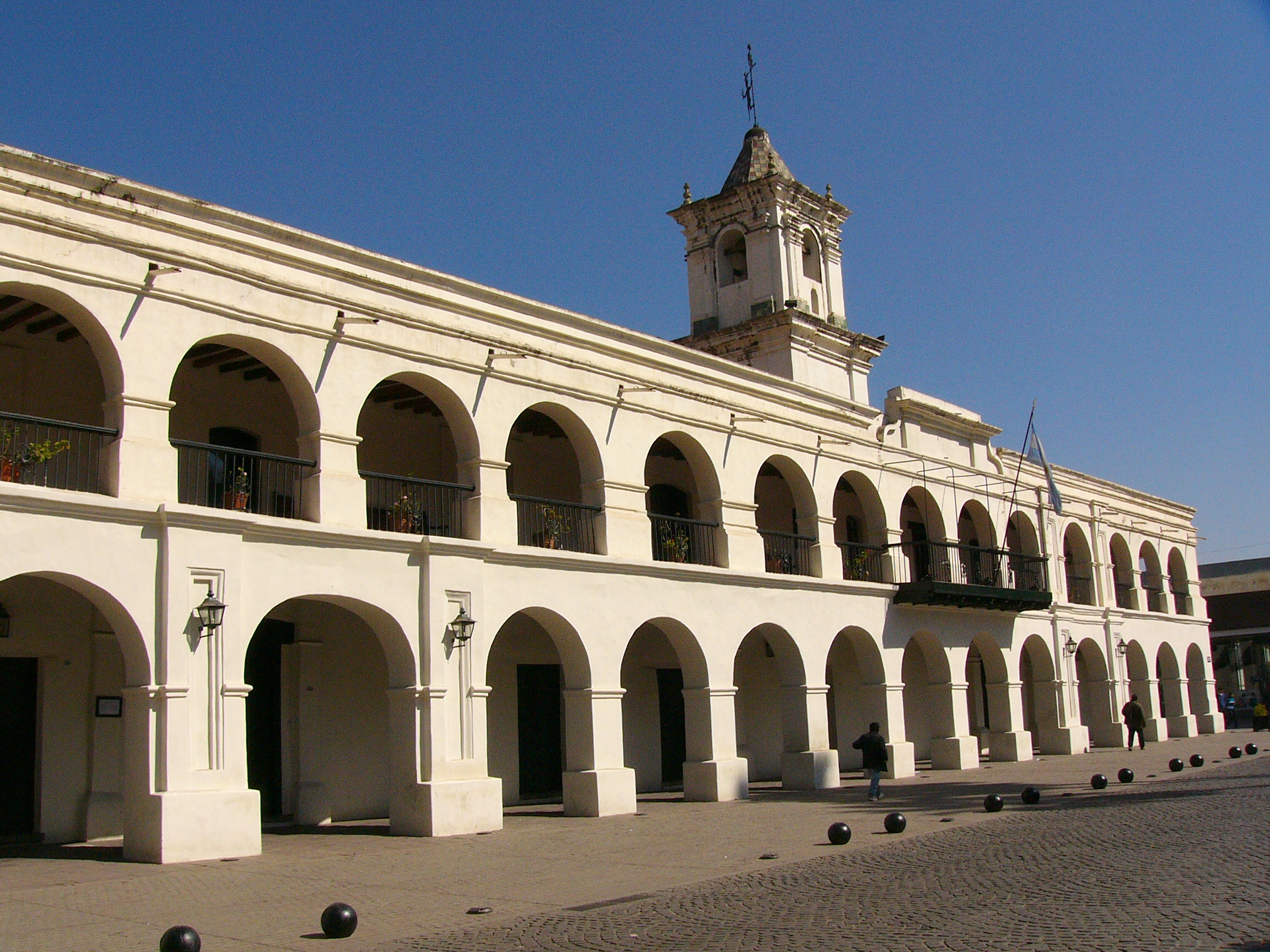
Cabildo de Salta

El cabildo, ajuntament o consell, era el representant legal de la ciutat, l'òrgan de l'autonomia municipal, per mitjà del qual els veïns vetllaven pels problemes administratius, econòmics i polítics del municipi. La seva estructura i composició fou semblant a la que van tenir els cabildos d'Espanya; tot i que les seves atribucions van variar així com la seva importància política, degut a les condicions especials que va tenir la societat colonial.
A Amèrica es conserven diferents edificacions que van servir com a cabildos durant l'època colonial.